# Charles Darwin (schip, 2010)
De Charles Darwin is een sleephopperzuiger van het Belgische baggerbedrijf Jan De Nul Group en vaart onder Luxemburgse vlag. Het heeft projecten uitgevoerd zoals de uitbreiding van de luchthaven van Brisbane en het uitdiepen van de Zuid Koreaanse haven van Busan.

## Beschrijving
De Charles Darwin heeft een totale lengte van 183,2 m, een breedte van 40,0 m en een geladen diepgang van 13 m. Het schip kan met 2 buizen van 1200 mm diameter baggeren tot een maximale diepte van 93,5 m en zuigt het residu op met 2 onderwaterbaggerpompen van elk 3400 kW. Het schip heeft een hopperinhoud van 30.500 m³. Die inhoud kan gelost worden via de bodemdeuren of kan worden opgeperst door middel van een pomp van 15.000 kW. Door deze perspomp heeft men 2 keuzes: Men kan de inhoud ten eerste via een darm in het water, die men aan de boeg kan vastkoppelen, en zo naar de bestemming pompen. Ten tweede kan men kiezen om de inhoud van de hopper te rainbowen. Met een totaal dieselvermogen van 23.600 kW en een stuwvermogen van 2 keer 10.800 kW dat over de twee schroeven kan worden verdeeld is het mogelijk om het schip een snelheid van 16 knopen te laten varen. Tevens heeft het schip nog twee boegschroeven en een hekschroef die men kan inzetten om met het schip nauwkeurig te manoeuvreren.

## Bouw
Het schip is van het bouwjaar 2011 en heeft plaats voor 46 personen. Het werd gebouwd in de scheepswerf Construcciones Navales del Norte in Sestao (Spanje) en werd te water gelegd op 11 juni 2010, 23 maanden na bestelling. De Charles Darwin is speciaal ontworpen om te kunnen werken in ondiepe wateren. Het heeft door speciaal ontwerp van de romp en schroefnozzles een laag brandstofverbruik en verminderde emissies. 